# فيليب ليفينغستون (سياسي)
فيليب ليفينغستون (بالإنجليزية: Philip Livingston) هو تاجر وسياسي أمريكي، ولد في 9 يوليو 1686 في ألباني في الولايات المتحدة، وتوفي في 31 ديسمبر 1749 في الولايات المتحدة.